# Lećevački sir
Lećevački sir je tradicijski hrvatski tvrdi sir koji potječe iz lećevačkog kraja u Dalmatinskoj zagori. Proizvodi se od miješanog punomasnog ovčjeg i kravljeg mlijeka, a odlikuje se slamnato-žutom korom, poluelastičnom teksturom te umjereno pikantnim okusom s karakterističnom aromom mediteranskog bilja.

## Povijest
Lećevački sir se tradicionalno proizvodio u domaćinstvima lećevačkog kraja za vlastite potrebe i prodaju na lokalnim tržištima. Poljoprivredna zadruga Lećevica, osnovana 1947. godine, započela je s poluindustrijskom proizvodnjom sira 1962. godine. Mlijeko se otkupljivalo s područja Lećevice, ali i šire okolice, uključujući drniško i sinjsko područje.
Sir je ubrzo stekao veliku popularnost i postao jedan od najcjenjenijih sireva na splitskom tržištu. Pogon u Lećevici kasnije je preuzela splitska mljekara Mils, koja ga je naposljetku zatvorila. Međutim, zgrada sirane je obnovljena 2009. godine, a 2010. proizvodnju je ponovno pokrenula privatna sirana "Pramenka". Time je proizvodnja sira vraćena na njegovo izvorno područje. Sirana "Pramenka" danas, uz tvrdi Lećevački sir, proizvodi i druge vrste poput trapista, škripavca i skute.

## Osobine
Lećevački sir ima oblik koluta promjera oko 18 cm, visine od 7 do 8 cm, a mase mu se kreće između 1,9 i 2,5 kg. Kora sira je glatka i slamnato-žute boje. Tekstura mu je reziva i poluelastična, a na presjeku se mogu vidjeti rijetko raspoređene rupice (oči) veličine do 2 mm.
Okus sira je umjereno pikantan, a miris izražen i karakterističan za ovčje sireve. Posebnost njegove arome proizlazi iz ispaše ovaca i krava na pašnjacima Dalmatinske zagore, bogatim aromatičnim mediteranskim biljem. Znanstvena istraživanja potvrdila su da aromatski spojevi iz biljaka, poput terpena, mogu izravno dospjeti u mlijeko i tako utjecati na konačni okus i miris sira.

## Tehnologija proizvodnje
Proizvodnja se temelji na tradicionalnoj recepturi uz primjenu suvremene opreme. Ključne faze uključuju:
1. Priprema mlijeka: Miješano ovčje i kravlje mlijeko se pasterizira, a zatim se dodaju kalcijev klorid (za bolju koagulaciju) i starter kulture koje potiču fermentaciju i doprinose razvoju okusa.
2. Sirenje i obrada gruša: U pripremljeno mlijeko dodaje se sirilo, nakon čega se stvara sirni gruš. Gruš se zatim reže na zrna veličine pšenice te se dogrijava uz miješanje kako bi se iz njega izdvojila sirutka (proces sinereze).
3. Prešanje i soljenje: Sirno zrno se stavlja u kalupe i preša kako bi se oblikovali kolutovi. Nakon prešanja, sir se soli potapanjem u salamuru na 24 sata. Sol ima ključnu ulogu u konzerviranju, formiranju okusa i teksture sira.
4. Zrenje: Oblikovani sirevi prenose se u zrionu s kontroliranim uvjetima temperature (12-16 °C) i vlažnosti zraka (75-85 %). Zrenje traje minimalno 75 dana na drvenim policama. Tijekom tog razdoblja sirevi se redovito okreću i održavaju. U fazi zrenja odvijaju se složeni biokemijski procesi koji siru daju karakterističan okus, miris i aromu.[4]

## Suvremena proizvodnja i zaštita
Nova sirana "Pramenka" od početka je implementirala HACCP sustav za osiguranje kvalitete. Povjerenstvo Europske komisije ocijenilo je pogon kao objekt prve kategorije. Zbog svoje izvornosti i kvalitete, koja proizlazi iz ispaše na pašnjacima bogatim mediteranskim biljem, stručnjaci predlažu pokretanje procesa zaštite sira na europskoj razini.